# Chevrolet Corvette C6
La Chevrolet Corvette C6 è un'autovettura sportiva, sesta generazione dell'omonimo modello, prodotta dalla General Motors con il marchio Chevrolet a partire dal 2004 fino al marzo 2013.

## Storia

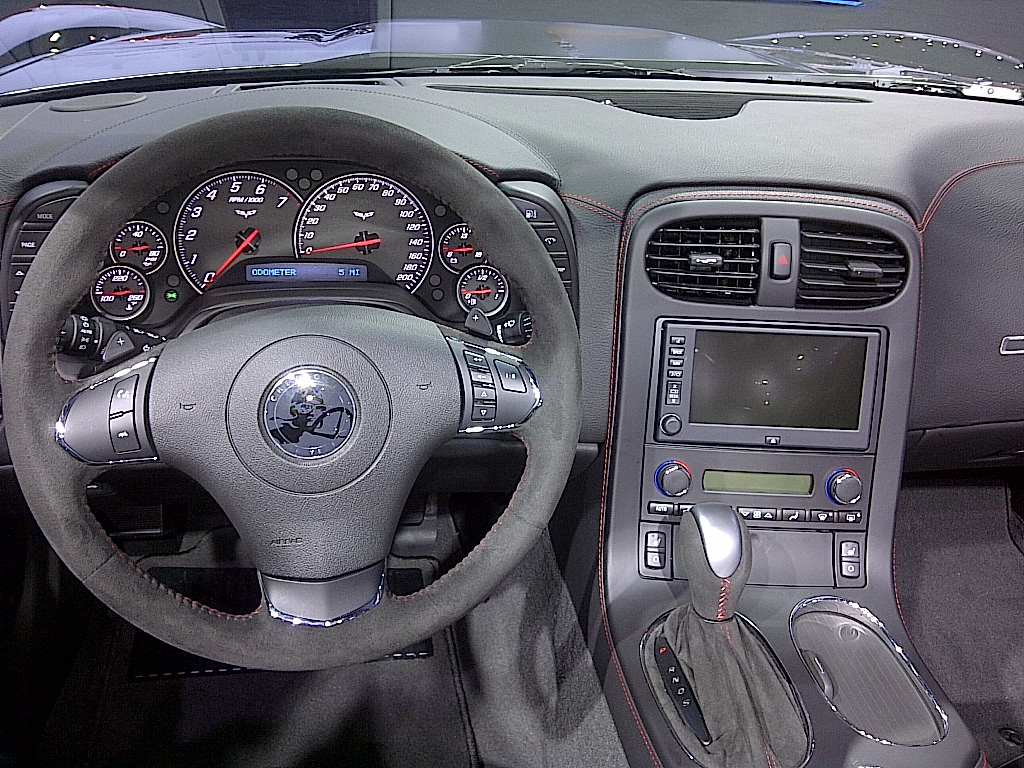
Interni

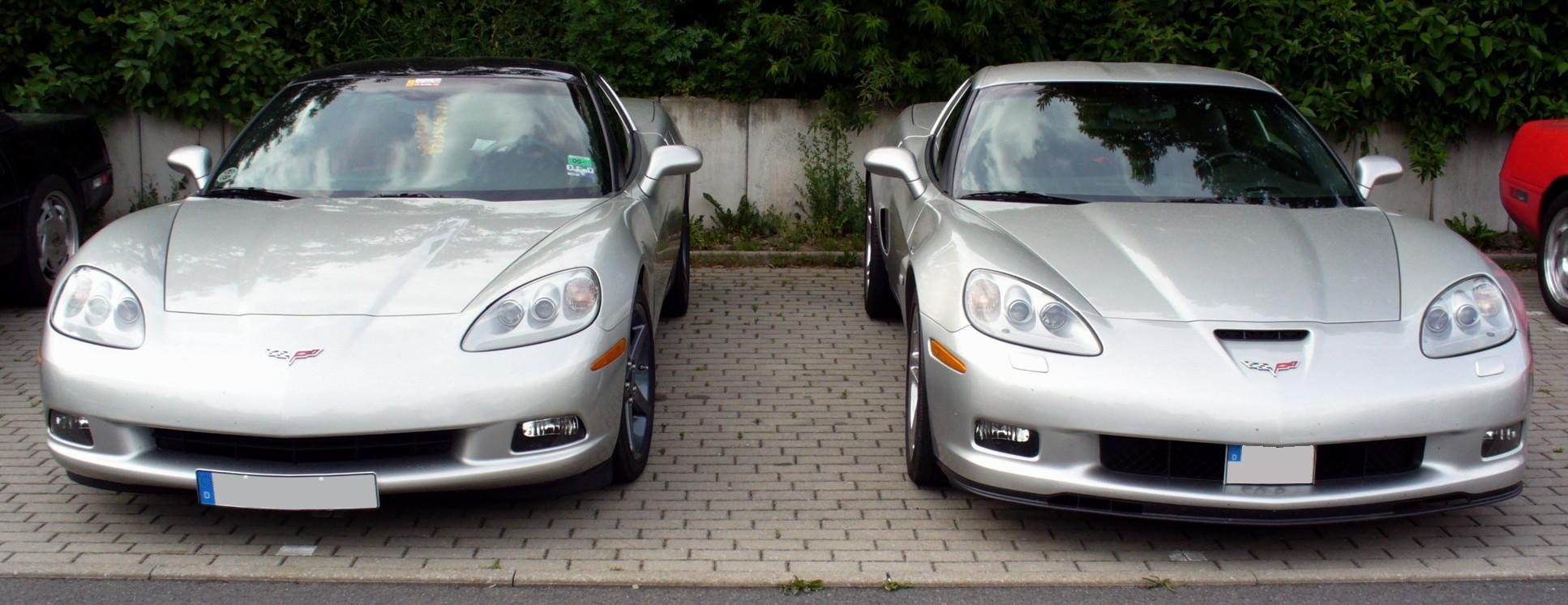
Una Chevrolet Corvette C6 Z06 (destra) a confronto con una C6 normale

Dopo alcuni avvistamenti ad ottobre 2003 di muletti e prototipi camuffati durante le fasi di sviluppo e collaudo su strada, la sesta generazione, o C6, è stata presentata ufficialmente a Detroit il 5 gennaio 2004. La vettura è ispirata a una filosofia progettuale che punta ad affinare e migliorare la precedente C5 piuttosto che a introdurre ulteriori cambiamenti.
La C6 presenta una nuova geometria delle sospensioni, un alto livello di rifiniture, una carrozzeria senza fari a scomparsa - la prima dalla Corvette del 1962 – e un abitacolo più spazioso. La C6 risulta più corta di 13 cm (5,1 in) e una larghezza ridotta di 2,5 cm (1 in). L'interasse però è stato aumentato di 12 cm (3 in). La riduzione delle dimensioni esterne dell'auto è stata la risposta della Casa alle critiche di coloro che vedevano la C5 come troppo imponente per cui si è ricercata una linea della vettura attuale più pulita e sportiva. Questa rivisitazione è stata effettuata anche nella speranza di andare incontro maggiormente ai gusti dei potenziali acquirenti europei.

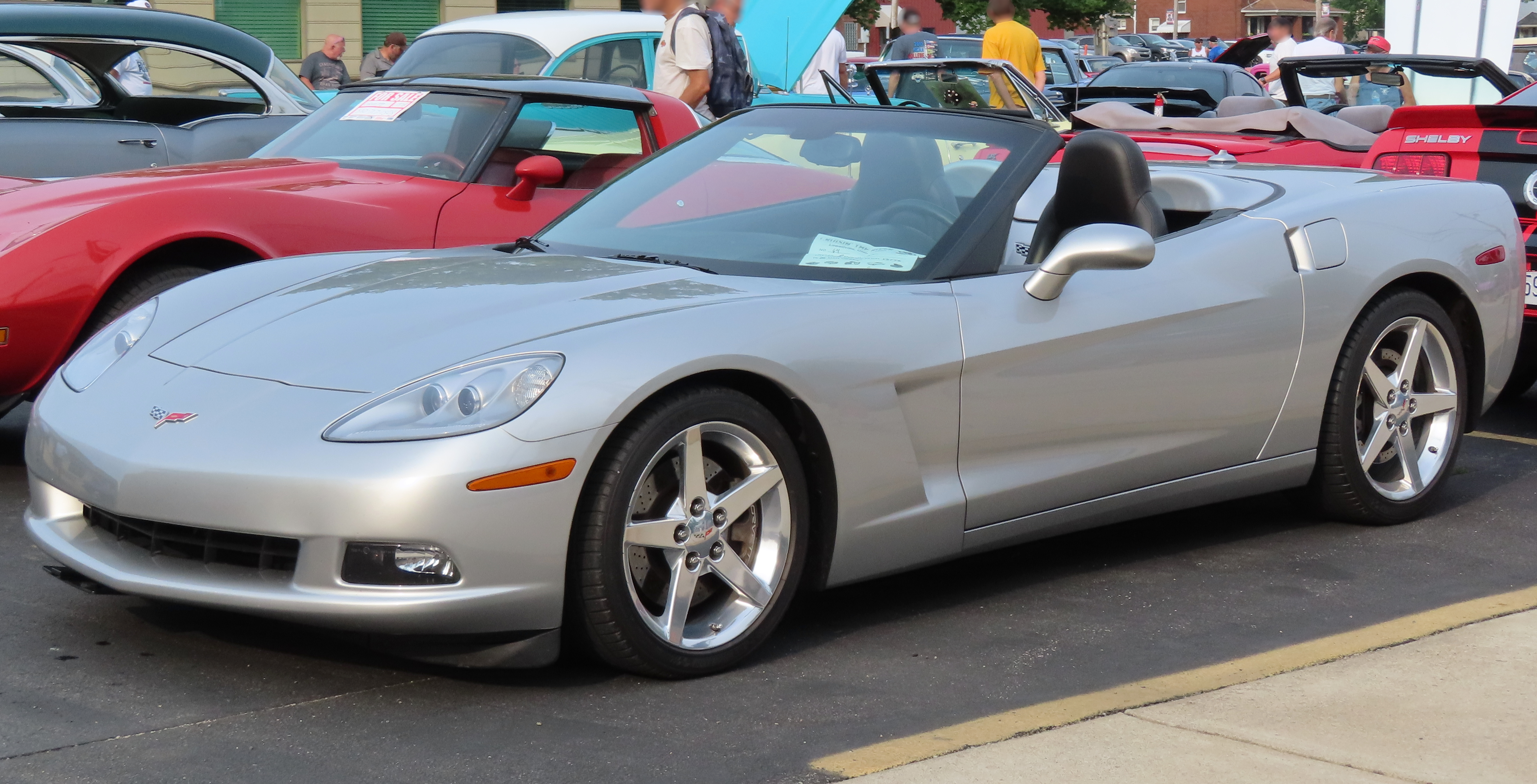
Corvette Cabrio

Il motore utilizzato è il 6 litri LS2 V8 che eroga 400 CV (298 kW) a 6000 giri al minuto. Il regime massimo di giri è di 6500.
I consumi della vettura, tenuto conto delle prestazioni del motore, sono relativamente buoni e sono stati ottenuti contenendo il peso, migliorando l'aerodinamica e demoltiplicando al massimo possibile le marce alte. Per quanto riguarda la trasmissione rimangono disponibili sia quella automatica che quella manuale, Quest'ultima dotata del sistema elettronico CAGS (Computer Aided Gear Selection – selezione delle marce aiutata dal computer) che in pratica limita, in determinate condizioni di guida, l'utilizzo delle marce basse e fa sì che si passi dalla prima direttamente alla quarta marcia. La velocità massima dichiarata è di 300 km/h.

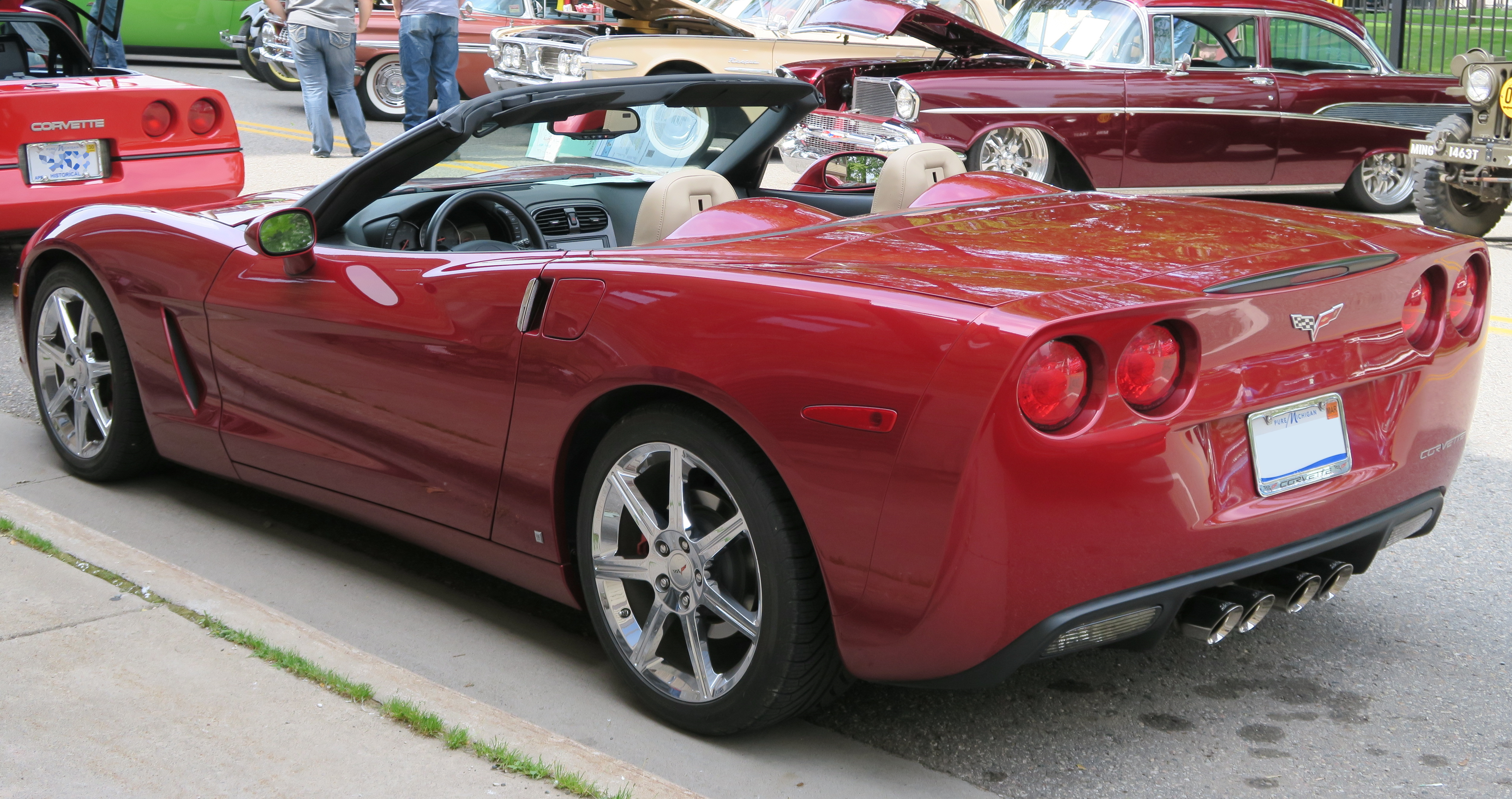
Retro Corvette Cabrio

Con il 2008 la Corvette ha un nuovo motore LS3 V8 da 6,2 litri (alesaggio 103,25 mm, corsa 92 mm), montato di serie sia sulla Coupé sia sulla Convertible. Ha una potenza di 437 CV (325 kW) a 5.900 giri e una coppia di 586 N·m a 4600 giri. Il regime massimo di rotazione è di 6600 giri. Tra le altre peculiarità del motore, il nuovo collettore di aspirazione registrato acusticamente. Novità anche per il cambio manuale Tremec T56 che è stato sviluppato per rispondere in modo più diretto e deciso durante i cambi marcia, con una migliore precisione negli innesti, mentre il modello automatico/sequenziale è stato perfezionato e velocizzato per aumentare il senso di sportività e il controllo da parte del pilota. Le intelaiature di sostegno delle sospensioni, i bracci, le articolazioni, le molle, gli ammortizzatori, le boccole, le barre stabilizzatrici e lo sterzo del modello C6 2008 sono stati tutti riprogettati. La velocità massima dichiarata è di 306 km/h.

## Versioni speciali

### Z06
Anche per la C6 è disponibile la versione Z06 (soltanto in versione Coupé e con il tetto fisso). Presentata nel terzo quadrimestre del 2005 come Model Year 2006 la vettura è dotata del 7 litri LS7 che fornisce 505 hp (376 kW). Il regime massimo di rotazione è 7000 giri, notevole per un motore ad aste e bilancieri.

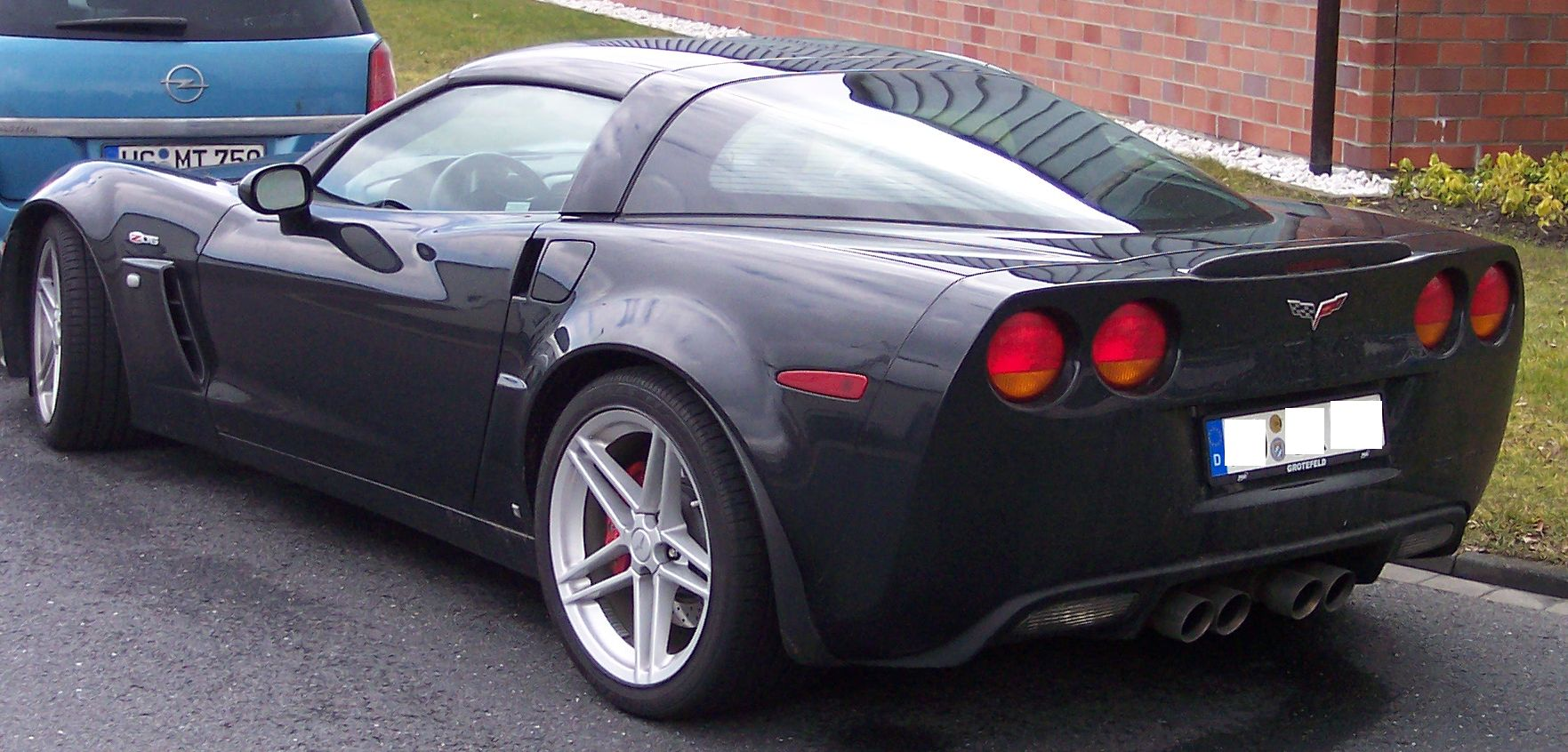
Posteriore della C6 Z06

La vettura presenta notevoli miglioramenti nel reparto ammortizzatori/sospensioni e freni, rappresentando nella storia delle Corvette l'unica versione paragonabile per qualità di guida alle migliori sportive europee. La carrozzeria presenta alcune parti in carbonio, per ridurre ulteriormente il peso, così come la scelta di utilizzare solo il tetto fisso è stata fatta per aumentare la rigidità del telaio.
Da notare, caratteristica davvero singolare, che Chevrolet ha scelto di utilizzare una sospensione posteriore con gruppo molla a singola balestra trasversale, per mantenere un ingombro ridotto che preservi il bagagliaio, rispettando quindi la tradizionale praticità tipica delle auto americane. Questa scelta non ha pregiudicato le doti di tenuta anche su fondi irregolari.

### ZR1

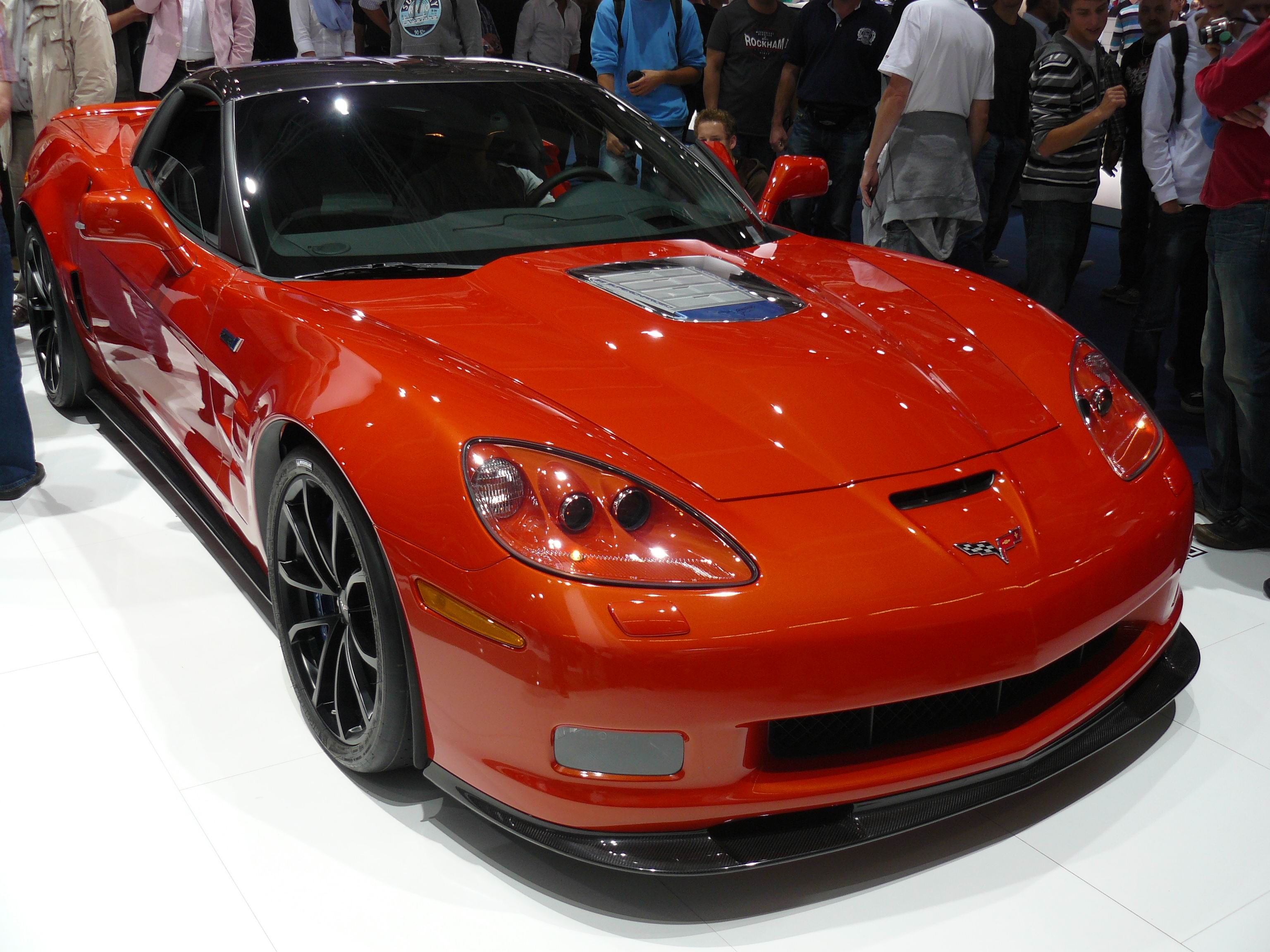
Una Chevrolet Corvette C6 ZR1

La ZR1, prima chiamata Blue Devil, quando ancora non si conoscevano le caratteristiche definitive, è di fatto la Corvette più potente mai prodotta fino a quel momento. In Italia è importata in numero limitato. Il motore utilizzato è il V8 LS9 6,2 litri sovralimentato con compressore volumetrico a quattro lobi, per una potenza massima di 647 CV (476 kW) e una coppia di 819 N·m, rendendola una delle supercar più potenti e veloci disponibili sul mercato. Il prezzo di acquisto si aggira attorno a 140.000 euro. La velocità massima è di oltre 330 km/h e lo scatto 0–100 km/h avviene in meno di 3,4 secondi.

### Grand Sport

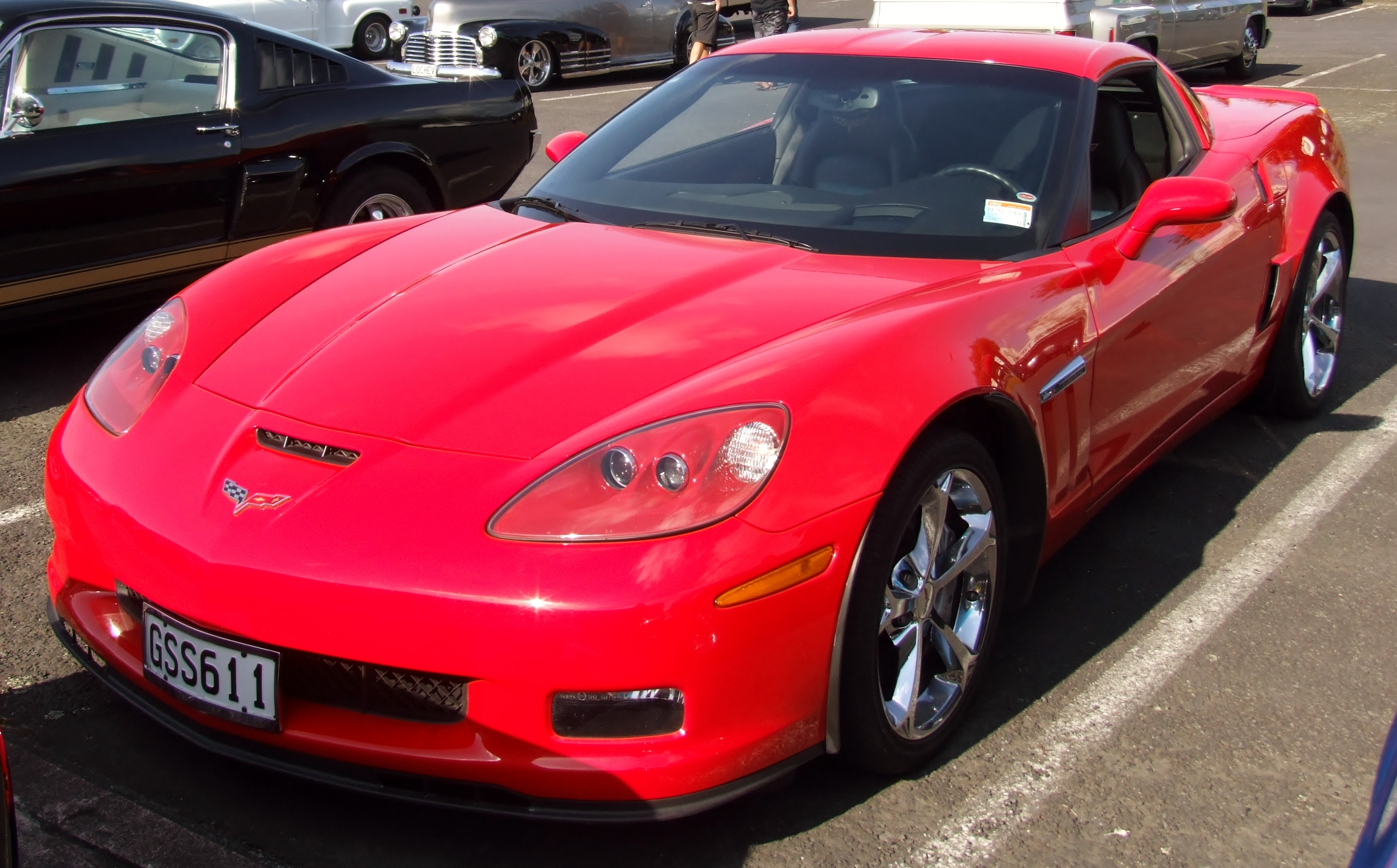
Una Chevrolet Corvette C6 Grand Sport

Nel 2009 è stata messa in commercio la versione Grand Sport della C6. Era dotata di un propulsore LS3 6.2 abbinato ad un cambio a 6 rapporti che poteva essere manuale o automatico. Con l'inserimento di un nuovo sistema di scarico, la vettura aveva una potenza di 436 CV con coppia di 428 Nm. Per migliorare la maneggevolezza i cerchioni e gli pneumatici sono stati ingranditi. Venne costruita anche in versione Roadster.

### Z06 Ron Fellows Championship
Uscita nel 2007, la Corvette Z06 Ron Fellows Championship è un'edizione celebrativa di Ron Fellows, pilota canadese che vinse tantissimo con la Corvette nel campionato GT1 ALMS. Le modifiche sono solo a livello estetico, poiché la Ron Fellows presenta una verniciatura "bianco artico", strisce rosse bordeggiate di argento, un autografo del pilota e cerchioni cromati. La base meccanica riprende la Corvette Z06 (V8 big-block da 7 litri LS7 da 505 hp (376 kW) compreso). La produzione è di 399 esemplari.

### Victory Edition

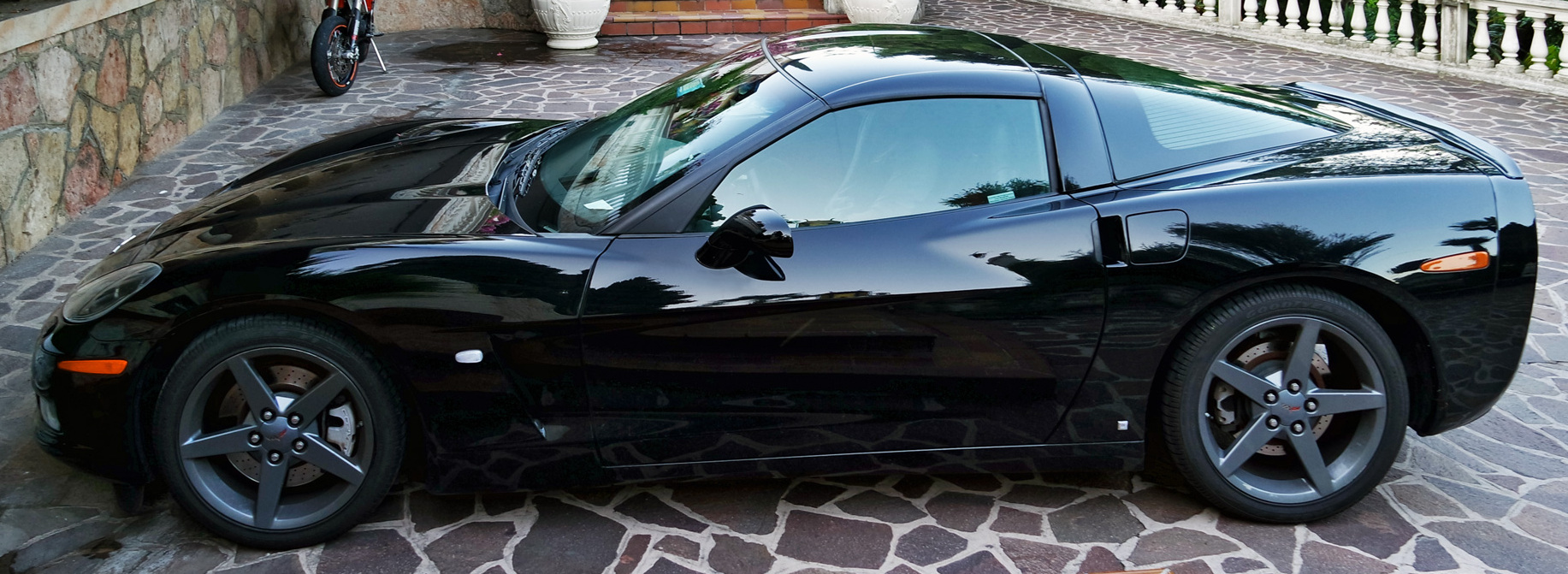
Una Chevrolet Corvette C6 Victory Edition

Per commemorare la serie di vittorie ottenute dalla casa americana nei campionati riservati alle vetture gran turismo, la Chevrolet mise in commercio nel 2007 250 esemplari in versione Victory Edition. Rispetto al modello di serie la vettura implementava alcuni componenti derivati dalla Corvette C6.R e dalla Z06. Era fornita di un propulsore V8 LS2 6.0 da 404 cv di potenza con 546 Nm di coppia gestito da un cambio sequenziale a sei rapporti. Esteticamente erano stati introdotti nuovi cerchi in alluminio brunito e un nuovo spoiler posteriore per aumentare la deportanza aerodinamica per tutta la larghezza della vettura. Gli interni vennero invece rinnovati con l'impiego di inserti in materiali pregiati e con l'inserimento di nuovi accessori di bordo.

### Competition
In occasione della 56ª edizione della 12 Ore di Sebring venne presentata una versione speciale della Chevrolet Corvette denominata Competition. Rispetto al modello di serie era equipaggiata con un propulsore 6.2 V8 gestito da un cambio manuale a sei marce ed erano montati nuovi elementi aerodinamici derivati dalla Chevrolet Corvette Z06.

### Carlisle Blue Grand Sport Concept
Nell'ottobre 2011, la Chevrolet ha presentato una versione speciale in unico esemplare della Corvette C6 dedicato al raduno annuale di Chevrolet Corvette che avviene presso Carlisle. Tale versione, meccanicamente identica alla vettura di serie, presenta una colorazione particolare, denominata Carlisle Blue, un nuovo set di cerchi in lega e strisce da gara verticali bianche.

### 427 Convertible Collector Edition Guy Fieri
Nel novembre 2012 Chevrolet ha presentato un'edizione speciale della Corvette C6, denominata 427 Convertible Collector Edition Guy Fieri. La vettura, dedicata al cuoco e conduttore televisivo Guy Fieri, è stata realizzata impiegando componenti derivati dai modelli Z06 e ZR1. La carrozzeria presenta una colorazione nera con bande gialle da gara, mentre il propulsore è un V8 erogante 505 CV.

## Attività sportiva

### C6.R

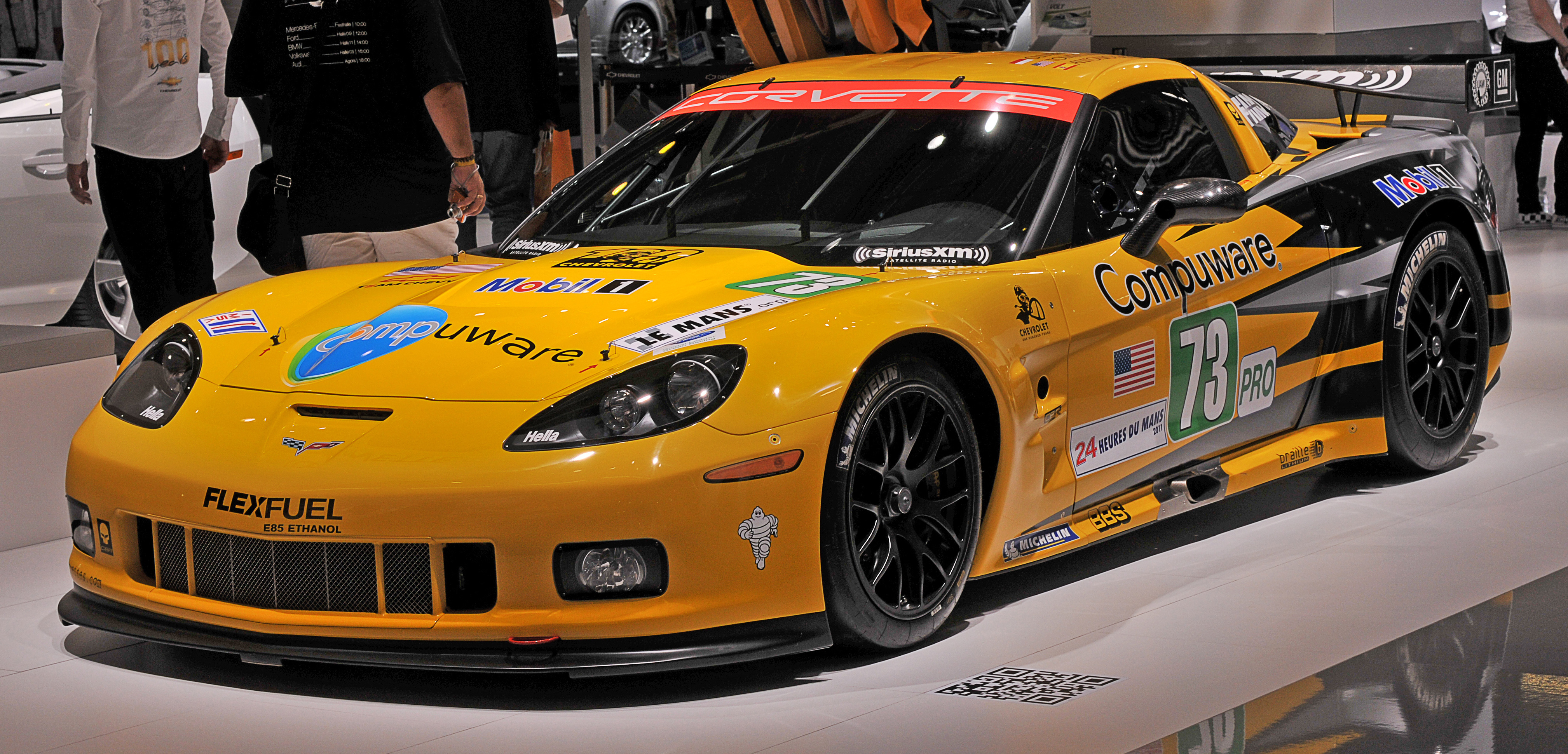
La Chevrolet Corvette C6.R

La Chevrolet Corvette C6.R è stata utilizzata in gara per la prima volta nella 12 ore di Sebring del 2005. In questa competizione la vettura è giunta seconda alle spalle dell'Aston Martin DBR9 ufficiale. Una settimana dopo è avvenuta la presentazione, con al fianco la Z06.R, al salone di New York.
La C6.R ha partecipato anche alla 24 ore di Le Mans del 2005 classificandosi al primo e secondo posto della classe GT1 e al quinto e sesto della classifica generale. Sempre nello stesso anno ha vinto tutte le gare, nella sua classe, nella ALMS.
La Corvette ha nuovamente vinto, in classe GT1, la famosa gara di durata francese nel 2006 e nel 2009.
Quattro C6.R, aggiornate in base ai nuovi regolamenti, parteciparono al FIA GT1 World Championship, mentre la squadra ufficiale si concentrava esclusivamente sul progetto GT2.

### Z06.R
La Z06.R è una versione modificata della Z06 di serie ed è stata progettata per partecipare alle gare di classe GT3. Le principali modifiche riguardano l'eliminazione degli interni, l'installazione di un Roll-Bar, mozzi ruota con attacco centrale, spoiler anteriore e posteriore e portiere in fibra di carbonio. Motore e trasmissione sono quelli di serie mentre la mappatura è stata modificata per poter utilizzare il carburante a 98 ottani. Il regime massimo è di 7.200 giri al minuto e la potenza è stata aumentata di 90 hp.

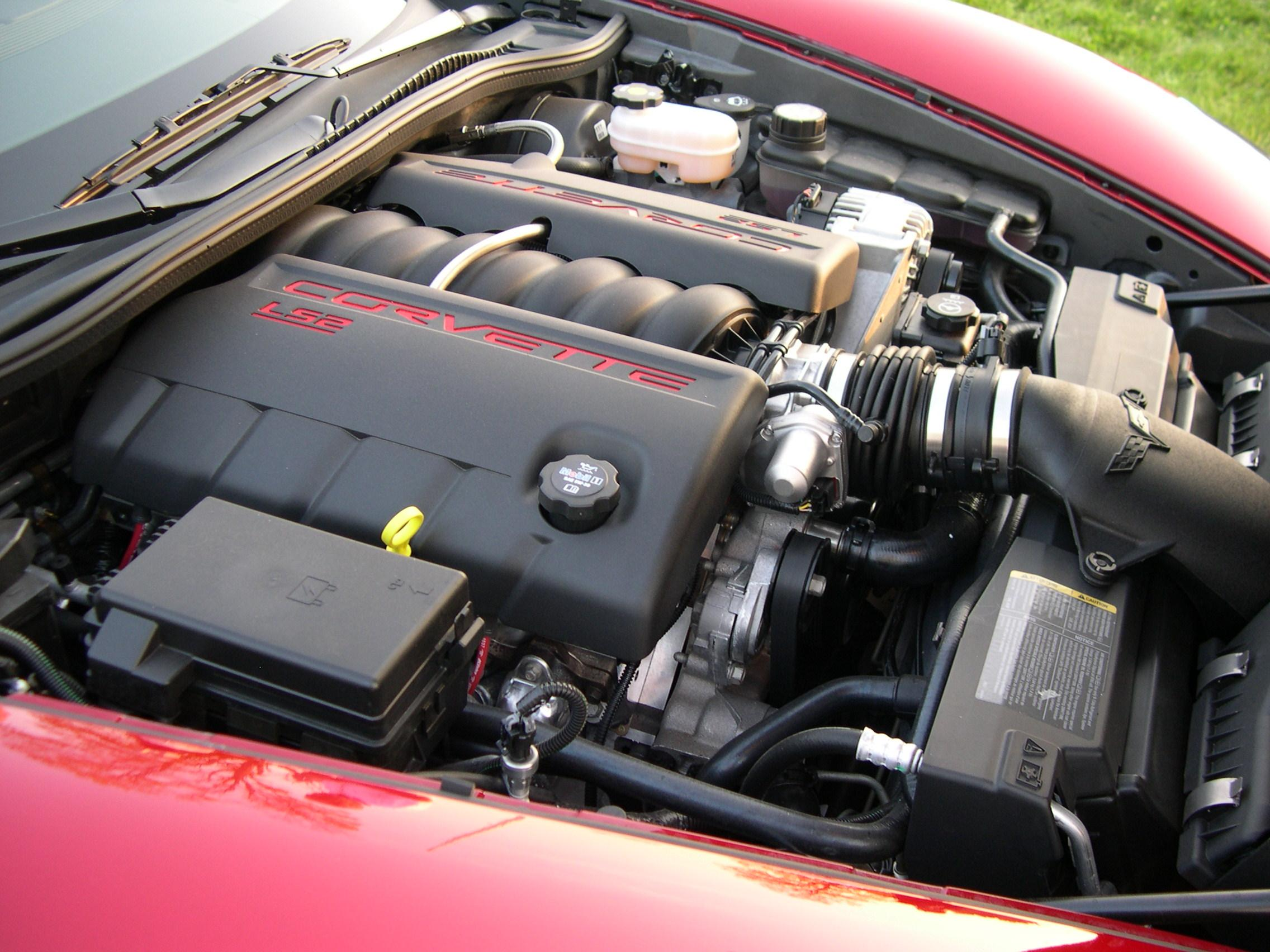
Motore Corvette LS2

### Indy Pace Car Replica
Meccanicamente una normale Corvette C6, la Indy Pace Car Replica verrà prodotta in 500 esemplari, che riprodurranno fedelmente la Corvette che fungerà da pace-car alla prossima 500 Miglia di Indianapolis. Presenta un'estetica notevole con "nastri" dorati che decorano la fiancata e i fanali stroboscopici nei poggiatesta.

## Veicoli derivati

### Soleil Anadi

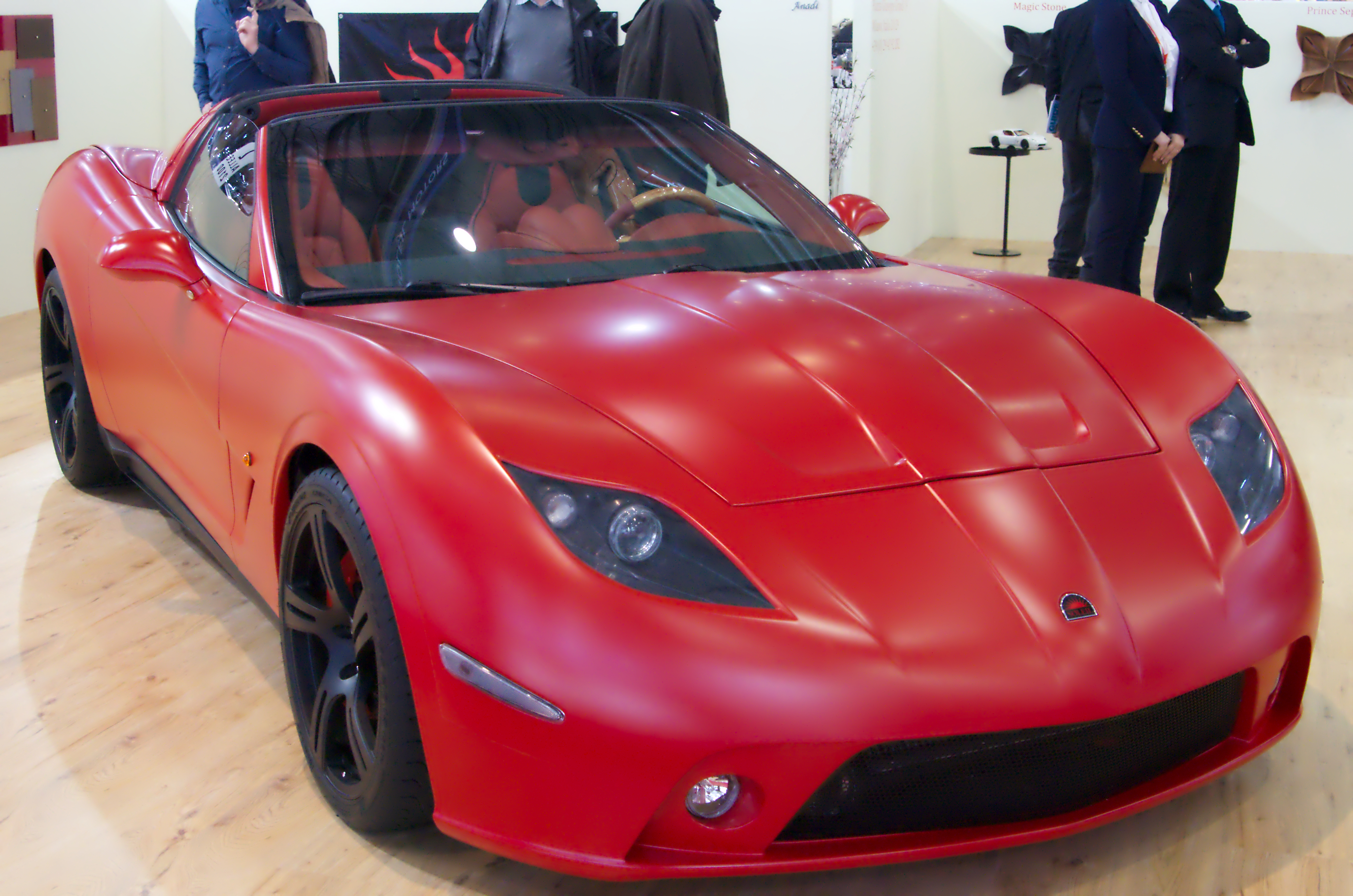
Una Soleil Analdi

Sulla base della Chevrolet Corvette il designer Ugur Sahin ha creato la Soleil Anadi, una concept car esposta al Top Marques 2011 nel Principato di Monaco. La vettura è dotato di un lungo cofano motore che si rifà al modello Stingray degli anni sessanta. I fianchi della vettura sono molto scolpiti e terminano in una coda tronca dotata di effetto oscurato, sotto la quale si trovano 4 scarichi di forma quadrangolare. Il lunotto posteriore è di forma verticale, delimitato da due branchie aerodinamiche. 

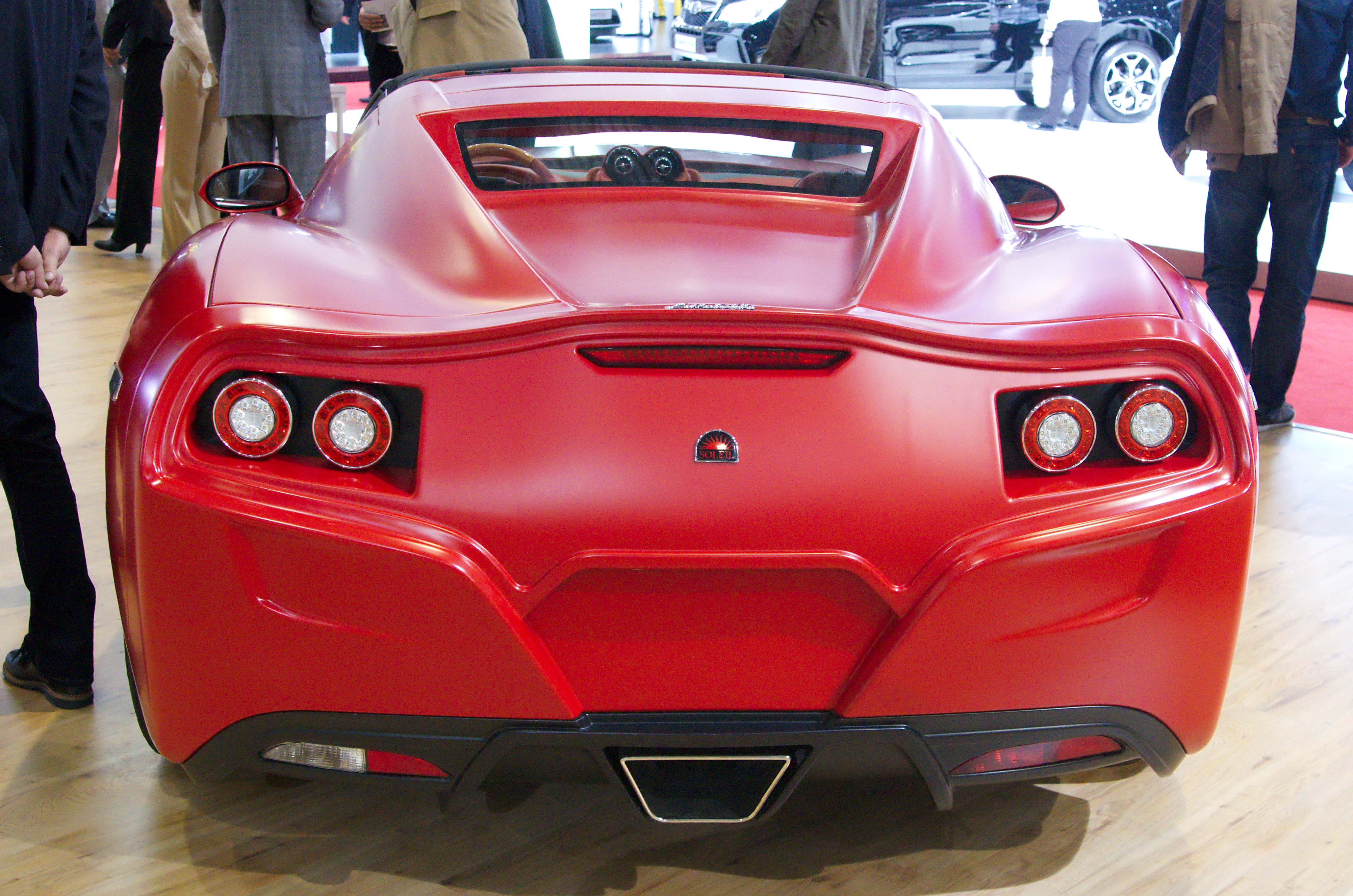
Vista posteriore

Il motore è derivato dalla Corvette Z06. Si tratta di una versione elaborata del 7,0 litri LS7 V8, che riesce a erogare fino a 999 CV grazie all'aggiunta di due turbocompressori, un inedito terminale racing a quattro vie realizzato in acciaio inox e una nuova trasmissione manuale a sei rapporti. Esiste anche una versione sovralimentata da 700 CV. Grazie all'impiego di fibra di carbonio, alluminio e materiali compositi, la vettura pesa 1.375 kg.

### Anteros XTR Hardtop
Utilizzando la meccanica della C6 come base, John e David Rothman hanno creato, con la collaborazione del progettista grafico Franklin Burris e dei designer Don Johnson e John Allen, una vettura denominata Anteros XTR Hardtop. Prodotta in diversi esemplari, sfrutta i propulsori Chevrolet tra i 400 e i 600 cv di potenza. È stata prodotta anche la versione Radster, denominata XTM.

### Rossi SixtySix
Nel 2010 venne lanciata la Rossi SixtySix, vettura il cui design richiamava la Chevrolet Corvette C2 ma con meccanica totalmente ripresa dalla C6.

### Alessi AR-1
La Alessi AR-1 è una vettura sportiva prodotta da Alessi Fiberglass nel 2012. Inizialmente fu presentata al Salone dell'automobile di New York del 1979, ma a causa dello scarso successo riscosso e della mancanza di fondi furono prodotti solo 3 esemplari fino al 1980. Ma nel 2012 il suo creatore, Nick Alessi, decise di riproporla in 50 esemplari totalmente personalizzabili dai clienti, fatta eccezione per telaio e carrozzeria.
La carrozzeria della vettura è in fibra di vetro con alcuni rinforzi in acciaio nei punti critici per innalzarne la solidità.
Sotto questa carrozzeria è stato montato un motore V8 LS3 da 6.2 litri derivato dalla Chevrolet Corvette C6. Tale propulsore permette di erogare una potenza di 600 CV e 785 Nm, permettendo alla vettura di raggiungere i 320 km/h, con un passaggio da 0 a 100 km/h in 3,1 secondi. Opzionalmente, oltre ai vari accessori come l'aria condizionata o gli specchietti elettrici, è possibile installare anche un sistema di turbocompressori che elevano la potenza a 750 CV e 935 Nm.

### CCG customGT
La CCG customGT è un'autovettura realizzata dall'azienda tedesca CCG nel 2011.
Come propulsore, il veicolo impiegava un V8 General Motors derivato dalla Chevrolet Corvette dalla potenza di 550 cv con 603 Nm di coppia gestito da un cambio manuale a sei rapporti. Ciò permetteva il raggiungimento di 320 km/h. Il telaio in acciaio era di tipo spaceframe avvolto da una carrozzeria in fibra di vetro e carbonio, mentre le sospensioni erano formate da doppi bracci trasversali, barre anti-rollio e ammortizzatori con molle elicoidali in entrambe le sezioni del mezzo. L'impianto frenante era rappresentato da quattro freni a disco ventilati.

### Arrinera Venocara
Il propulsore della Chevrolet Corvette ZR1 è stato impiegato dalla Arrinera Automotive per lo sviluppo della propria concept car Arrinera Venocara.